# Kajetan Dominikowski
Kajetan Dominikowski (ur. ok. 1816 w Łokciu) – polski właściciel ziemski, uczestnik zrywów niepodległościowych, oficer.

## Życiorys
Urodził się około 1816 w Łokciu. Był synem właściciela Łobozwi. Posiadał pochodzenie szlacheckie. Pochodził ze Strusowa.
Jako kawaler i posiadacz ziemski z Łokciu w lutym 1846 uczestniczył na ziemi sanockiej w przygotowaniach konspiracyjnych celem wzniecenia walk w ramach powstania krakowskiego, przygotowanego na 21/22 lutego 1846, po czym wraz z o rok młodszym Janem Teofilem (dzierżawca majątku Serednie Małe) znalazł się na przygotowanej przez cyrkuł sanocki liście uczestników konspiracji. Uczestnicy konspiracji byli więzieni Sanoku (śledztwo prowadził przybyły ze Lwowa radca Leonidas Janowicz, osławiony bezpardonowym traktowaniem osadzonych i ich krewnych, którego odwołał mianowany komendantem Sanoka pułkownik Leopold Kolowrath-Krakowsky, ówczesny komendant 3 pułku huzarów z Sáros-Patak). Latem 1846 rozpoczęto przewożenie więźniów do Lwowa. W konsekwencji Kajetan wyrokiem z 1 lipca 1847 został skazany na karę 6 lat ciężkiego więzienia, a Jan Teofil wyrokiem z 29 września 1847 został skazany na karę 15 lat ciężkiego więzienia. Wraz z innymi skazanymi uczestnikami sprzysiężenia na Sanocczyźnie został wywieziony na Hradczy Kopiec (Spielberg), osadzony tam 13 sierpnia 1847, po czym 25 marca 1848 został zwolniony na mocy amnestii, którą objęto konspiratorów (także Teofila Dominikowskiego). Polacy, na czele z Julianem Goslarem, odjeżdżający z dworca kolejowego w pobliskim Brnie byli żegnani entuzjastycznie przez Czechów.
Dekretem kancelarii nadwornej z 31 stycznia 1848 ogłoszono utratę szlachectwa Kajetana Dominikowskiego. 12 grudnia 1849 przywrócono szlachectwo Kajetanowi i Teofilowi Dominikowskim.
W szeregach Legionu Polskiego na Węgrzech uczestniczył w powstaniu węgierskim 1848–1849, walcząc w stopniu kapitana kawalerii. Po powrocie do Galicji został ukarany aresztem za samowolne opuszczenie miejsca pobytu. Został skierowany do kompanii dyscyplinarnej w Karlsburgu. Pozostawał pod dozorem policyjnym.
W późniejszych latach Kajetan Dominikowski figurował jako właściciel Łokcia około lat 1858-1859. W latach 60. był właścicielem tabularnym Orelca. W tym charakterze był uprawniony do wyboru posłów na Sejm Krajowy Galicji. W Orelcu zamieszkiwał wraz z żoną, Celiną z domu Treter. Po wybuchu powstania styczniowego brał udział się w działaniach konspiracyjnych. Od 5 maja 1863 w jego domu udzielał schronienia Edmunda Ślaskiego. W drugiej połowie 1863 w domu Dominikowskich także chronili się powstańcy. Od 15 lutego 1864 do około 27 lutego 1864 chronił w swym dworze pułkownika Józefa Grekowicza, a następnie umożliwił mu przeniesienie w inne bezpieczne miejsce.
W 1876, jako właściciel posiadłości tabularnej Wydrne, także był uprawniony do wyboru posłów na Sejm Krajowy w kurii gmin wiejskich.